# Kees Akerboom sr.
Cornelis Arnoldus Gerardus (Kees) Akerboom (Haarlem, 8 april 1952) is een voormalig Nederlandse basketballer die in de jaren zeventig en tachtig furore maakte bij met name EBBC uit 's-Hertogenbosch. Hij is meerdere keren tot beste speler van de Nederlandse competitie uitgeroepen en werd in 1979 opgenomen in een Europees All Star Team. Hij is de vader van Kees Akerboom jr., een huidig international en speler van Den Bosch.
Akerboom speelde 182 wedstrijden voor de Nederlandse nationale ploeg. Alleen recordinternational Toon van Helfteren haalde meer caps: 207.

## Carrière
Kees Akerboom brak op 17-jarige leeftijd door bij de Levi's Flamingo's in zijn geboortestad Haarlem. Op zijn 23e stapte hij over naar EBBC Den Bosch, waar de clubgangmakers Rinus de Jong en Ton Kwaks droomden van nationale titels en de Europese top. Het door hen uitgestippelde beleid leidde snel tot buitengewoon succes. In 1979 werd onder leiding van Ton Boot de eerste landstitel veroverd en bereikte de club met Akerboom als sterspeler de finale van het toernooi om de Europa Cup II. Die ging mede door een knieblessure van Akerboom nipt verloren tegen de Italiaanse topclub Squibb Cantù. 
Met Akerboom als opvallendste speler bleef EBBC ruim zeven jaar een Europese topper. Een cup werd echter nooit gewonnen. Wel kwam de ploeg in 1982 slechts een score te kort voor de finale van de Champions League en bereikte het team in datzelfde jaar de finale van de Wereldbeker, waarin weer nipt (1 punt verschil) werd verloren van Cantù. De opvallendste prestatie van de club, een overwinning op een NBA-team vol supersterren in 1982, maakte Akerboom niet mee door een ernstige knieblessure die hem ruim een jaar aan de kant hield. Hij keerde daarna terug, speelde nog een paar jaar bij 'zijn' Den Bosch en maakte een kortstondige overstap naar Werkendam. 
Kees Akerboom sr. is tegenwoordig gastcommentator bij de abonneezender Sport1 en Eurosport bij basketbalwedstrijden. Ook is Akerboom weer te bewonderen op de basketbalvelden. Sinds 2009 is hij lid van Flesbek '98, een team met oud top-basketballers uit 's-Hertogenbosch en speelt hij weer competitie.
Statistieken van de wedstrijden in de Nederlandse competitie zijn terug te vinden in de NBB database deze zijn niet 100% compleet maar geven een aardig beeld van het scorend vermogen van Akerboom.

## Erelijst
- Landskampioen (8): 1971, 1972, 1973, 1979, 1980, 1981, 1984, 1985
- NBB-Beker (2): 1970, 1971

Individuele prijzen:
- Meest Waardevolle Speler (3): 1980, 1981, 1985
- All-Star Team (7): 1974, 1975, 1978, 1980, 1981, 1982, 1984, 1985
- All-Star (5): 1975, 1976, 1978, 1981, 1982

Met het nationale team:
- EK Beste Vijf: 1977
- EK topscorer: 1977